# Винигес (Сполето)
Винигес (Winiges, Winichis, на латински: Winigisus, † 822) е херцог на Сполето (dux Spolitanus) от 789 до смъртта си.

## Биография
Той е вероятно франк или лангобард и е назначен от Карл Велики на мястото на лангобардеца Хилдепранд (774 – 788).
През 799 г. Винигес оказва помощ на римския папа Лъв III, против когото е организиран заговор в Рим и го завежда в Сполето, който скоро след това отива с Карл Велики в Падерборн и скоро след това отново се връща в Рим и възстановява своята власт като папа. През 815 г. отново има заговор против папа Лъв III и Бернард (кралят на Италия) изпраща войска начело с херцог Винигес, и той потушава въстанието.
През 822 г. Винигес се отказва от херцогската титла и отива в манастир, където скоро умира. На трона е последван от Супо I Сполетски (822 – 824).